# Хетеростраци
Хетеростраци (Heterostraci) припадају класи изумрлих кичмењака без вилица, тзв. остракодермима. Живели су у слатким водама у силуру и девону, а њихови фосили су нађени у наслагама Северне Америке, Шкотске, Скандинавије и Шпицберга. Тело им је било покривено оклопом изграђеним од коштаних плоча. Имају само један пар шкржних отвора.
Познати су родови:
- ланаркиа (Lanarkia);
- птераспис (Pteraspis);
- дрепанаспис (Drepanaspis) и други